# Canuella perplexa
Canuella perplexa är en kräftdjursart som beskrevs av T. och A. Scott 1893. Canuella perplexa ingår i släktet Canuella och familjen Canuellidae. Arten är reproducerande i Sverige. Inga underarter finns listade i Catalogue of Life.